# 慈眼寺 (高崎市)
慈眼寺（じげんじ）は、群馬県高崎市下滝町にある高野山真言宗の寺院。境内のしだれ桜が有名。
なお、同市には高崎白衣大観音で知られ、院号が類似する慈眼院がある。そちらの寺も高野山真言宗である。

## 歴史
天平年間（729年 - 749年）、良弁によって開山された。平安時代に、弘法大師空海も当寺を訪れている。
1352年（文和元年）、乗弘大徳によって中興された。乗弘大徳は九州地方の出身であり、足利尊氏が九州に撤退（建武の乱参照）した際に知り合っていた。尊氏は乗弘大徳が当地にいることを知り、乗弘大徳のために寺を整備した。
戦国時代前期、関東管領上杉顕実によって再中興された。
江戸時代は、上野国西部の古義真言宗の中央寺院であった。僧侶の研修会が行われる「常法談所」であり、触頭でもあった。
境内には、江原源左衛門重久の墓がある。秋元長朝が開削した天狗岩用水を延長した人物である。

## 文化財
- 江原源左衛門重久の墓(附 江原家文書)（群馬県指定史跡 昭和26年4月24日指定）[3]
- 五鈷鈴・五鈷杵・金剛盤（高崎市指定重要文化財 昭和51年1月14日指定）[4]
- 「東長大事」一巻（高崎市指定重要文化財 平成4年3月2日指定）[5]

## 交通アクセス
- 高崎玉村SICより車5分。